# SN 2007ry
SN 2007ry – supernowa typu Ia odkryta 8 grudnia 2007 roku w galaktyce A032543+4114. W momencie odkrycia miała maksymalną jasność 17,90m.